# No me esperen en abril
No me esperen en abril es una  novela del escritor peruano Alfredo Bryce Echenique, publicada en 1995, y que viene a ser una culminación de Un mundo para Julius. 
Es una novela de aprendizaje que cuenta el proceso de socialización de su protagonista, Manongo Sterne, un adolescente de la clase alta limeña, que luego de sufrir un incidente escolar humillante, cambia de escuela y de barrio, hace nuevas amistades duraderas y conoce a su primer y único amor, Teresa Mancini. Ambientada en los años 1950, se prolonga hasta los años 1990, teniendo como contexto la decadencia de la oligarquía peruana y la pérdida de su protagonismo económico y político en el país.
En 2025 se publicó una edición conmemorativa de la novela, al cumplirse treinta años de su aparición, por el sello editorial Peisa, y con prólogo del escritor Fernando Iwasaki.

## Resumen
Manuel Sterne Tovar, apodado “Manongo” es un adolescente de la clase alta limeña de la década de 1950, extremadamente sensible, a quien le cuesta mucho aceptar las cosas como realmente son. Es un buen alumno, brigadier de su sección en el Colegio Santa María, pero luego de sufrir un vergonzoso incidente en una clase de instrucción premilitar, queda ante lo ojos de sus compañeros como un cobarde o afeminado. Solo y sin amigos, se aísla y empieza a llevar unas gafas oscuras para "protegerse de las miradas". Primero trata de encontrar refugio en Adán Quispe, un provinciano migrante que vive como vigilante de un terreno del barrio residencial donde Manongo vive. Es decir, hace una amistad poco usual para un chico de su status social.
Luego, y sin proponérselo, Manongo hace otros amigos en el Country Club, adonde su madre lo impulsa a ir para que no esté solo durante las vacaciones de verano. El primero de esos nuevos amigos es Jorge Valdeavellano, apodado “Tyrone Power” el cual le ofrece un cigarrillo, el primero de su vida. Gracias a él, y a otros nuevos amigos del Barrio Marconi que conforman el grupo de Tyrone Power, conoce en una fiesta, también la primera de su vida, a Teresa Mancini Gerzso, o simplemente Tere, quien con su encanto y nariz respingada se convertirá en su primer y único amor.
Dicho amor sufre no obstante un obstáculo, cuando Manongo es matriculado en un internado inglés, el Colegio San Pablo, a las afueras de Lima, fundado por descendientes de ingleses que querían revivir el espíritu británico en el Perú.  De modo que para Manongo, abril es el peor mes, pues será el fin de las vacaciones y el inicio de clases en su nuevo colegio; a partir de entonces no podrá estar con Tere y sus amigos hasta el siguiente verano, aunque si podría ver a Tere los fines de semana. Aunque algo le alivia el saber que su mejor amigo, Tyrone Power, también estará en el mismo colegio.
La historia se prolonga a través de casi medio siglo, lapso en el que el protagonista tratará de conservar intactos los instantes vividos con Tere y los momentos compartidos con sus amigos durante su fugaz adolescencia. A lo largo del relato se sabrá lo que sucede con todos esos personajes de la novela, hasta llegar a la década de 1990.

## Novela autobiográfica

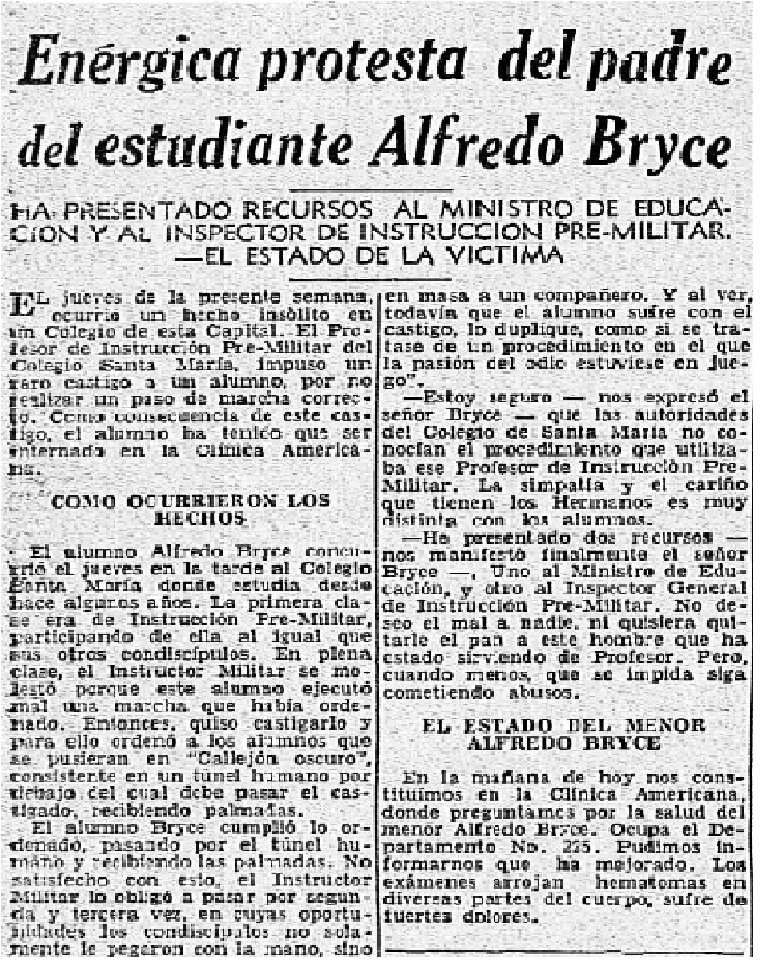
Nota de El Comercio, después del incidente en el colegio Santa María, que terminó con el entonces colegial Alfredo Bryce hospitalizado, después de que un profesor militar le castigara por no prestar atención.

Mucho de esta obra está basada en la vida del propio Bryce, ya que él, al igual que el protagonista de la novela, fue expulsado del Colegio Santa María Marianistas tras un incidente en una clase de instrucción premilitar, para luego ingresar al Colegio San Pablo, un internado británico en Chaclacayo, fundado por Juan Pardo Heeren, ministro de Hacienda (que en la obra es recreado bajo el nombre de Álvaro de Aliaga y Harriman).

## Época
La novela se inicia en 1953 y culmina a mediados de los años 1990. Tiene como telón de fondo cuatro décadas de la historia del Perú y las grandes transformaciones sociales que ocurren en la sociedad peruana en todo ese lapso. Uno de los temas centrales es la decadencia de la oligarquía peruana, a la que pertenece la familia de Manongo, que va perdiendo de manera paulatina su protagonismo económico y político en la vida del país.
La obra se ve influenciada por el sentimentalismo inglés del siglo XVIII, sobre todo de Laurence Sterne, a quien Bryce considera como su mentor y cuyo apellido recibe el personaje de la obra.

## Resumen por capítulos

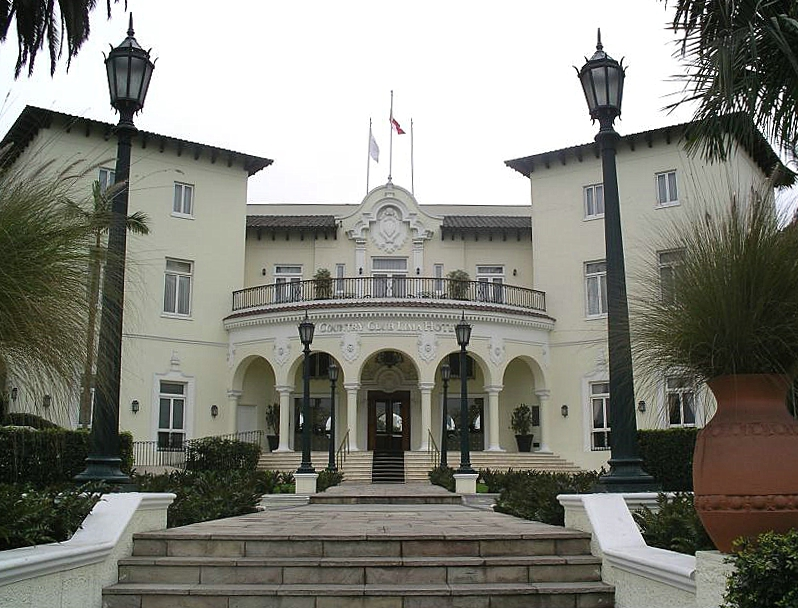
Country Club de San Isidro

### Capítulo I
La historia comienza con la matutina conversación del entonces anglófilo ministro de Hacienda, Álvaro de Aliaga y Harriman, con su esposa. En la conversación, don Álvaro le confiesa a su esposa que tiene la idea de abrir un internado británico dirigido por benedictinos en Arequipa, pero que resulta irrealizable por la oposición de sus amigos del Club Nacional. Finalmente, don Álvaro, en una conversación que sostiene en su despacho del ministerio, consigue la aprobación de sus amigos, pero con la condición de que el colegio quede lo más cerca posible de Lima, para lo cual don Álvaro propone un antiguo hotel frente a su casa, en Chosica.
Manongo Sterne Tovar es un adolescente de la clase alta limeña de la década de los 50, extremadamente sensible, a quien le cuesta mucho aceptar las cosas como realmente son. Manongo asiste al Santa María Marianistas, donde además de ser brigadier de su grado, es querido por sus compañeros por su carácter jovial y donde sueña con pertenecer al prestigiado equipo de básquet. Lamentablemente, es también un muchacho sumamente distraído y es esa distracción la que le causa un grave problema con el instructor militar durante un desfile en el colegio. El instructor decide castigarlo por sus propios compañeros y después de un primer escarmiento dispone volverlo a castigar, pero esta vez, Manongo, ya furioso y avergonzado, se niega, por lo que forcejea fuertemente en el piso con el instructor ante la impavidez de sus compañeros. Manongo, a pesar de no tener lesiones, es llevado a la Clínica Anglo-Americana y el escándalo ya no se puede detener, los periódicos sacan portadas contra sus propios compañeros y el instructor. Su padre, al igual que su familia, queda perjudicado por chantajes de sus propios amigos y Manongo se arrepiente de todo lo sucedido.
Después de un corto tiempo, Manongo vuelve al colegio, pero, a pesar de que sus compañeros aún lo aprecian, comprende que nada es lo mismo. Para la mayoría de los alumnos es un afeminado y, además de ser sacado de las reservas del equipo de básquet, los profesores lo detestan, por lo que se acuerda su retiro del colegio a fin de año. Manongo se aleja de sus compañeros y se recluye en películas de James Mason, actor inglés y conservador por el que siente mucha admiración, pero que no es nada popular entre los chicos de su generación. Es en esa autoimpuesta soledad que hace amistad con Adán Quispe, un provinciano migrante que vive como vigilante de un terreno del barrio residencial donde Manongo vive, un cholo de corralón, es decir, una amistad poco usual.
Es su madre, a quien le preocupaba profundamente la soledad de su hijo, quien, en las puertas de la Iglesia de San Felipe, les pide un favor a los muchachos que nunca entran a misa: que se hagan amigos de su hijo. Es así que un día de verano de 1953, decide ir al Country Club, lugar al que nunca había ido, pero al que asistían esos muchachos. Un cigarrillo ofrecido por Tyrone Power significaría el inicio de su amistad con los muchachos del barrio Marconi de San Isidro. A pesar de su forma de ser, de no tener enamorada y no ser el estereotipado muchacho que eran sus nuevos amigos, Manongo es aceptado y lograr vivir una época dorada en el Country Club, entre las piscinas, parques y canchas de un verano que él quiso inacabable. 
Es en la noche de una fiesta, entre música de Nat King Cole y Lucho Gatica, que ve por primera vez a la hermosa Tere Mancini Gerzso, de la que inmediatamente queda enamorado. Manongo no llega a hablarle por miedo a su historia en el Santa María, pero es una tarde a la salida del club que se encuentra a Tere, quien en realidad lo había estado esperando. Caminando largamente por avenidas y calles de San Isidro, Tere va conociendo la peculiar conducta de Manongo. 
En una conversación, su padre le dice que de ahora en adelante, al igual que sus hermanas, estudiaría en colegios británicos, le confiesa que no consiguió que lo aceptaran en el Markham, pero que debido a una gran suerte había obtenido una vacante para el San Pablo, un exclusivo internado inglés que fundaría ese mismo año el ministro Álvaro de Aliaga. Manongo intenta convencer a su madre, le dice que ahora tiene enamorada y que le es imposible convertirse en interno, pero su madre apoya a su padre, siente igual que él un rechazo a la cultura norteamericana y desea que su hijo estudie en un colegio inglés. Su madre además le confiesa algo que él ya sabía, que Tyrone será su compañero.
Es entonces, que Manongo sabe que solo le queda un mes de verano con Tere, hasta el inicio de clases en abril.

### Capítulo II
Manongo llega, junto a Tyrone, a la Plaza San Martín, lugar  de partida de los alumnos del colegio. Ahí va conociendo a la curiosa mezcla de compañeros que tendrá, la mayoría son ricos pero no todos provienen de las familias más tradicionales de Lima y los pocos que lo son,  han sido en su mayoría alumnos expulsados por mala conducta del Santa María o del Markham, como el propio Tyrone. La diversidad cultural y racial es una de las primeras cuestiones que se presentan en el “colegio más caro de América del Sur”, a la llegada de los alumnos al colegio no se encuentran con ningún profesor, por lo que el Macho Inurritegui procede a repartir las suites, para los chicos “decentes”, y unos cubículos que  serían conocidos como “La barriadita” para los “cholos” y “los impresentables”.  
A su llegada al colegio don Álvaro no solo se da con la sorpresa de la falta del personal sino que también con la muerte de míster Patterson, director del colegio que fallece alcoholizado en su suite. Sin embargo, la peor sorpresa que se llevaría sería la huida del dilemático Pipo Roldán y Albornoz, durante la inauguración, junto con la borrachera de los alumnos, que arremeten contra los mayordomos, todo en presencia de ministros, embajadores y altos funcionarios que habían llegado para la apertura del colegio en el que se formaría a la “futura clase dirigente del país”. Así comienzan las clases y la convivencia de muchachos engreídos y malcriados con profesores venidos de Cambridge, Harvard u Oxford, de los cuales el más destacado sería el extravagante Teddy Boy.

## Estructura
- Capítulo I

1. Conversaciones de señorones
2. Las inquietudes de un brigadier distraído
3. Rajmáninov Piano Concierto N.º 2 Rhapsody on a Theme of Paganini
4. Lucho Gatica y Nat King Cole
5. Marzo antes de abril
6. Marzo una semana antes de abril
7. Marzo, dos días antes de abril
8. La noche que ya era abril

- Capítulo II

1. Los futuros dirigentes de la patria
2. Teddy Boy llega
3. Escenas de la vida cotidiana
4. Alicia en el País de las Maravillas...
5. La lavandera y el Caballero de la Orden de Malta
6. Historia de amor de Marlen von Perpall y Judas Tarrillo con subteniente Panetón Mora incluido para poder amar a Marlen, él también

- Capítulo III

1. Las inquietudes de un exbrigadier distraído
2. Algunas cartas de Tere a Manongo
3. Bajo el ardiente sol de Piura
4. Adán Quispe andaba más desbordado que nadie
5. Cuentos infantiles
6. Además y todavía

- Capítulo IV

1. Déjame que te cuente limeño
2. El amor en los tiempos de Odría, Prado, Belaúnde, Velasco, etc.
3. Haciendo por olvidarla
4. El brigadier distraído empieza de cero

- Capítulo V

1. Con su inmensa fortuna
2. Los años y las villas
3. All you need is love, love is all you need...
4. La versión de Tyrone Power
5. La Violeta, y las canas de la realidad

## Personajes
- Manuel Sterne Tovar de Teresa (Manongo): protagonista.

- Teresa Mancini Gerzso (Tere): Primer y único amor de Manongo.

- Adán Quispe: Amigo de Manongo.

- Jorge Valdeavellano Harrison (Tyrone Power): Amigo y compañero de Manongo.

- José Antonio Billinghurst Cajahuaringa (Cholo): Compadre y compañero de Manongo.

- Eduardo Stewart Valdelomar (Teddy Boy): Profesor de Manongo.

- Lorenzo Sterne: Padre de Manongo.

- Cristina Tovar y de Teresa: Madre de Manongo.

- Álvaro de Aliaga y Harriman: Ministro de Gobierno y fundador del San Pablo.

- Gordito Cisneros Tovar y de Teresa: Primo y compañero de Manongo.

- Neca Neca Pinillos: Compañero de Manongo.

- Judas Tarrillo Grasso: Compañero de Manongo.

- Charles Colas de la Noue: Compañero de Manongo.

- Vilma: Lavandera, se casaría con Mister Owens.

- Mister Jerome Owens: Director del San Pablo.

- Marcos Echeandía y Peralta: Familiar de Don Francisco.

- Francisco Echeandía Bingham Benton: Presidente del Club Nacional.